# 陸釴 (正德進士)
陸（1495年—1534年），字舉之，號少石子，浙江鄞縣（今屬寧波市）人，明朝政治人物，正德末年榜眼及第。累官山東副使。

## 生平
陸銓弟。正德十四年（1519年）己卯科浙江乡试第六名舉人。正德十五年（1520年）聯捷禮部會試第五十五名。禮部按例請殿試，然武宗南巡未歸，閣老楊廷和認為「臨軒策問，必天子親御」，因此殿試未能舉行。正德十六年（1521年），武宗駕崩，無子，憲宗之孫、孝宗之侄朱厚熜以旁支小宗入嗣大統，即皇帝位，是為世宗。至五月十五日，世宗方在西角門賜策問貢士。陸釴位列楊維聰榜一甲第二名（榜眼），賜進士及第，授翰林院編修。因大禮議被廷杖。《武宗實錄》預修完成，晋升修撰。
後來，因為大禮議之事牽連，出任湖廣按察僉事，遷江西參議，又遷山東提學副使。當時山東尚無通志，陸釴感歎山東爲「山川之宗，聖賢人物之望，六經文章之祖」，應修通志而備錄古今之事。逾年，通志修成，上疏告老還鄉，沒有答覆，卒於官。《鄞縣志》有傳。
《明史》附其事於王慎中傳後。

## 家族
曾祖父陸琦；祖父陸垸，贈監察御史；父陸偁，曾任按察司附使封中職大夫。母楊氏（封恭人）。具庆下。兄鎬、鉞、登（监生）、鋐、鉌、陸鈳（南京兵部郎中）、𨱑、陸銓（贡士）。

## 著作
有《少石集》十三卷、《贤识録》一卷，《病逸漫记》及詩、文等。主修《山东通志》四十卷。